# Polski Instytut Muzyczny w Łodzi
Polski Instytut Muzyczny w Łodzi (do 1992: Ludowy Instytut Muzyczny; LIM) – ogólnopolski instytut muzyczny działający w Łodzi w latach 1945–1949, reaktywowany w 1958, powstały w celu upowszechniania kultury muzycznej. LIM pełnił patronat nad społecznymi ogniskami muzycznymi, organizował koncerty, prowadził działalność wydawniczą.

## Historia
LIM powstał inicjatywy działaczy Stronnictwa Narodowego jako sekcja muzyczna Związku Młodzieży Wiejskiej RP „Wici” i został powołany wraz z uchwałą Prezydium Zarządu Głównego ZMW „Wici” 13 maja 1945 roku. Jego założycielami byli: Józef Lasocki, Karol Mroszczyk, Witold Rudziński, Stanisław Szpinalski i Władysław Szubzda. Pierwszym prezesem organizacji został działacz Stronnictwa Ludowego i prezes „Wici” Stefan Ignar, natomiast dyrektorem naczelnym – Józef Lasocki, a dyrektorem administracyjnym – Władysław Szubzda.
Początkowo jego działalność opierała się nacszkoleniu instruktorów muzycznego ruchu amatorskiego oraz organizowaniu szkół muzycznych. Ponadto LIM uruchomił Szkołę Instruktorów Muzycznych w Łodzi oraz Centralną Szkołę Umuzykalnienia w Łodzi liczącą około 1000 uczniów, pod dyrekcją S. Szpinalskiego, Bibliotekę Muzyczną i Centralną Poradnię oraz przejął i prowadził niższe szkoły muzyczne, głównie w województwie łódzkim: Piotrkowie Trybunalskim, Zduńskiej Woli, Tomaszowie Mazowieckim, Łowiczu, Skierniewicach, Sieradzu i Pabianicach, ale także w Płocku, Krakowie, Warszawie, Białymstoku, Lublinie i Poznaniu.
Z czasem organizacja objęła swą działalnością całą Polskę, tworząc szeroko rozbudowaną sieć komórek różnego szczebla – okręgi wojewódzkie i oddziały powiatowe. Stała się instytucją muzyczną, której celem była działalność na rzecz upowszechniania muzyki we wszystkich jej społecznych przejawach i dostarczanie szerokiemu ruchowi muzycznemu w mieście i na wsi środków technicznych, pomocy merytoryczno-organizacyjnej oraz wykształconej kadry pedagogicznej.
LIM wydawał śpiewniki, utwory dla orkiestr amatorskich oraz „Przegląd Muzyczny” (w latach 1947–1989 wydawany jako „Poradnik Muzyczny”), poświęcony popularyzacji wiedzy muzycznej wśród muzyków i działaczy muzycznych. Ponadto zainicjował i zorganizował pierwsze ogniska muzycznych, które było jednym z jego głównych zadań, po reaktywacji w 1958. W ramach LIM funkcjonowała także Wszechnica Muzyczna Ludowego Instytutu Muzycznego, pod dyrekcją J.K. Lasockiego, służąca kształceniu kadry pedagogicznej dla ognisk muzycznych. Szkoła ta obejmowała 5-letnie Studium Zaoczne oraz kursy korespondencyjne. Ponadto Instytut prowadził ewidencję kapel ludowych w Polsce.
Po przekształceniu w 1992 roku w Polski Instytut Muzyczny, instytucja prowadziła w Łodzi Społeczną Szkołę Muzyczną II stopnia.

## Prezesi
- Stefan Ignar[5]
- Józef Karol Lasocki (1974–1983)[8]
- Stanisław Moryto (1981–1997)[1]
- Sylwester Matczak (2002–2023)[9]